# 장린
장린(중국어: 張麟)은 명나라의 부마도위이다. 봉양 사람으로, 명 태조의 8녀 복청공주의 남편이다. 봉상후 장룡의 아들이다.

## 생애
홍무 18년 3월 17일 (1385년 4월 26일), 복청공주가 장린에게 하가해, 외아들 장걸을 낳았다.
봉상후 장룡이 죽은 후, 장린은 봉상후 작위를 잇지 못하였다.
영락 초년, 장가는 작위를 박탈당했고, 장걸을 키우던 공주는 수도에서 영락 연간에 죽었다.
선덕 10년 (1435년), 장걸의 아들이 후작의 작위 계승을 청하자, 이부는 장룡의 후작이 이미 40년 동안 단절되었다며 불허하였다.

## 참고자료
- 《명실록 · 명태조실록》
- 《명사 · 공주전》